# Verdrag van de Verenigde Naties tegen de sluikhandel in verdovende middelen en psychotrope stoffen
Het Verdrag van de Verenigde Naties tegen de sluikhandel in verdovende middelen en psychotrope stoffen is een verdrag dat op 20 december 1988 onder de auspiciën van de Verenigde Naties tot stand is gekomen. Het verdrag is een van drie verdragen die de handel in, en toezicht op, verdovende middelen regelt en vult het Enkelvoudig Verdrag inzake verdovende middelen van 1961 en Verdrag inzake psychotrope stoffen van 1971 aan. Het VN-verdrag trad op 11 november 1990 in werking.
Het verdrag breidde de eerder verdragen inzake verdovende middelen uit doordat staten niet alleen verplicht werden om de productie en handel in verdovende middelen strafbaar te maken, maar ook door de aanschaf en het bezit hiervan strafbaar te stellen. Daarnaast moesten lidstaten de 'productie, vervaardiging, extractie, bereiding, aanbod, aanbod ten verkoop, distributie, verkoop, levering op welke voorwaarde ook, bemiddeling, verzending, verzending in doorvoer, vervoer of in- of uitvoer van verdovende middelen of psychotrope stoffen in strijd met de bepalingen van het Verdrag van 1961, het Verdrag van 1961 zoals gewijzigd, of het Verdrag van 1971' criminaliseren. Belangrijker voor de praktijk is de verplichting om, met betrekking tot de in artikel 3 opgesomde strafbare feiten, de confiscatie mogelijk te maken van de opbrengsten verkregen uit drugshandel. Om de vervolging en confiscatie te vergemakkelijken, voorziet het verdrag bovendien in uitgebreide mogelijkheden voor internationale rechtshulp. Het VN-verdrag was het eerste verdrag waarin alle bekende vormen van rechtshulp waren opgenomen, namelijk: uitlevering, wederzijdse rechtshulp in strafzaken, overdracht van strafvervolging, overdracht van de tenuitvoerlegging van rechterlijke beslissingen en politiële samenwerking.

## In Nederland
Materieelrechtelijk was de uitwerking van het verdrag in Nederland niet heel groot. De grote beleidsvrijheid die partijen kregen bij het omschrijven van de strafbare feiten zorgde ervoor dat een en ander grotendeels overeenkwam met de strafbare feiten in de Opiumwet. Nieuw was wel de verplichting om ook het witwassen van van drugsopbrengsten strafbaar te stellen. Dit heeft in geleid tot invoering van de geheel nieuwe titel XXXA, met opschrift witwassen, in het Wetboek van Strafrecht. Daarnaast heeft het verdrag geleid tot de invoering van het strafrechtelijk financieel onderzoek, het conservatoir beslag op goederen van de verdachte en een aparte procedure voor de ontneming van wederrechtelijk verkregen voordeel.
In het Nederlandse uitleveringsrecht wordt voor uitlevering door Nederland altijd een verdragsbasis geëist. Het VN-verdrag tegen de sluikhandel in verdovende middelen en psychotrope stoffen voorziet in zo een rechtsbasis en kan dus gebruikt worden voor de uitlevering aan staten die wel partij bij dit verdrag zijn, maar waarmee Nederland geen ander uitleveringsverdrag heeft gesloten. Hetzelfde geldt mutatis mutandis voor de overdracht van vervolging en strafexecutie.